# جائزة عبد الله بن إدريس الثقافية
جائزة عبد الله بن إدريس الثقافية جائزة عربية ثقافية أطلقتها مؤسسة عبد الله بن إدريس الخيرية في السعودية بتاريخ 24 أغسطس عام 2023م.

## الأهداف
- تشجيع الجهود المحلية والعربية لإثراء المحتوى الثقافي العربي.
- تعزيز بيئة الإبداع الثقافي.
- تحفيز المشاركات التفاعلية الثقافية.
- الاحتفاء بالمواهب في المجالات الثقافية وإبراز نتاجها عربياً وعالمياً.[4]

## الدورة الأولى لعام 2023
شارك في الدورة الأولى للجائزة وموضوعها الشعر 560 شاعراً عربياً، من 33 دولة، وتنافسوا في ثلاثة فروع. وبلغ مقدار الجائزة 300 ألف ريال سعودي.
| م | الفرع                                                                                | المركز الأول                                      | الدولة | المركز الثاني                            | الدولة   | المركز الثالث                                             | البلد |
| - | ------------------------------------------------------------------------------------ | ------------------------------------------------- | ------ | ---------------------------------------- | -------- | --------------------------------------------------------- | ----- |
| 1 | مسار القضايا الوطنية (موضوع التنوع الثقافي في السعودية)                              | عمار عبد الله محمد قصيدة «عروجٌ إلى سدرة المشتهى»  | اليمن  | ياسر عبد الله آل غريب قصيدة «منمنمة وطن» | السعودية | حجبت                                                      | حجبت  |
| 2 | مسار التحديات المعاصرة (موضوع أهمية القيم الإنسانية في خضم التحديات الأخلاقية).      | محمد باقر جميل الحسين قصيدة «رسالة الناجي الأخير» | العراق | أحمد محمود عميش قصيدة «لا أحب الآفلين»   | سوريا    | حجبت                                                      | حجبت  |
| 3 | مسار المعارضة الشعرية (معارضة قصيدة: "أأرحل قبلك أم ترحلين" للشاعر عبدالله بن إدريس) | عبد الله علي العنزي قصيدة «تكادُ الخُطى أن تُضيء»    | الكويت | حسام لطيف البطاط قصيدة «تراتيل الوفاء»   | العراق   | محمد عبده عبد الوهاب قصيدة «رقصة أخيرة في حانة المتعبين». | اليمن |